# Purpurskäggig hjälmkolibri
Purpurskäggig hjälmkolibri (Oxypogon stuebelii) är en fågel i familjen kolibrier.

## Utbredning och systematik
Fågeln återfinns i centrala Anderna i Colombia (Quindío och Tolima). Den behandlas som monotypisk, det vill säga att den inte delas in i några underarter. De fyra arterna i släktet Oxypogon betraktades fram tills nyligen utgöra en och samma art, hjälmkolibri (O. guerinii). 

## Status
IUCN kategoriserar arten som sårbar.

## Namn
Fågelns vetenskapliga artnamn hedrar Dr Moritz Alphons Stübel (1835-1904), tysk geolog, arkeolog, utforskare och samlare av specimen i tropiska Amerika.